# .info
.info — общий домен верхнего уровня для информационных сайтов (сейчас используется без ограничений).
Доменная зона создана 30 января 2001 года.
Домен .info предназначен в основном для регистрации информационных ресурсов, но никаких ограничений нет.
Возможное количество символов в домене .info — от 3 до 63.
Домен верхнего уровня .info стал ответом на широко разрекламированное объявление ICANN в конце 2000 года о поэтапном выпуске семи новых доменов верхнего уровня. Это событие стало первым добавлением крупных gTLD с момента создания DNS в 1980-х годах. Семь новых gTLD, отобранных из более чем 180 предложений, были призваны частично снять давление с домена .com.

## История
С момента своего создания домен .info управлялся компанией Afilias. В 2003 году он стал первым доменом gTLD, поддерживающим IDN на основе стандартов IETF. В 2001 году технический директор Afilias (Рам Мохан) обнаружил проблемы с универсальной приемлемостью домена из-за того, что это был первый домен верхнего уровня, длина которого превышала два или три символа.
Запуск info включал в себя «период рассвета» для владельцев товарных знаков, за которым последовал «период премиальных регистраций», открытый для всех, что стало первым случаем проведения этого процесса для нового gTLD. Этот процесс подвергся критике за то, что торговые марки получили преимущество перед словами, которые являются обобщенными в других контекстах; например, компания строительного оборудования Caterpillar смогла зарегистрировать cat.info до того, как к регистрации были допущены любители кошек.
Хотя первоначально было зарегистрировано большое количество мошеннических регистраций, сделанных теми, кто на самом деле не владел действующим товарным знаком, процедура оспаривания впоследствии отсеяла большинство из них.
До запуска, по просьбе ICANN, названия стран были защищены от регистрации, что вызвало недовольство тех, кто заплатил предварительные регистрационные взносы, чтобы попытаться зарегистрировать эти названия в период "landrush". Правительственный консультативный комитет ICANN, состоящий из представителей стран со всего мира, одобрил этот шаг, который стал первым для любого крупного домена, защищающим национальные интересы суверенных государств.

## Использование
Домен .info оказался самым успешным из семи новых доменных имен: по состоянию на апрель 2008 года в реестре зарегистрировано более 5,2 миллиона таких доменных имен. После терактов 11 сентября 2001 года в США Управление столичного транспорта Нью-Йорка перешло на более легко запоминающийся веб-сайт mta.info, чтобы предоставлять пользователям последнюю информацию о расписаниях и изменениях маршрутов транспортных служб региона. ICANN и Afilias также заключили соглашение о резервировании ICANN имен стран в соответствии с резолюцией 01.92.
.Info - неограниченный домен, что означает, что любой может получить домен второго уровня для любых целей, подобно доменам .com, .net и .org. Это отличие от таких TLD, как .edu или .coop. .Info — единственный домен верхнего уровня, который был явно создан и зарегистрирован для свободного использования, хотя другие домены верхнего уровня привели к такой ситуации де-факто. Info означает «информация» примерно на 37 языках и является нейтральным наименованием.
Afilias, компания-оператор реестра доменов верхнего уровня .info и .aero, активно продвигает домен на рынке, предлагая регистраторам значительные стимулы и проводя информационно-разъяснительные мероприятия.